# Sinapidendron sempervivifolium
Sinapidendron sempervivifolium é uma espécie de planta com flor pertencente à família Brassicaceae. 
A autoridade científica da espécie é Menezes, tendo sido publicada em Brotéria. Sér. Bot. 1922, xx. 113.

## Portugal
Trata-se de uma espécie presente no território português, nomeadamente no Arquipélago da Madeira.
Em termos de naturalidade é endémica da região atrás referida.

## Protecção
Encontra-se protegida por legislação portuguesa ou da Comunidade Europeia, nomeadadamente pelo Anexo I da Convenção sobre a Vida Selvagem e os Habitats Naturais na Europa.